# Фатмир Сејдију
Фатмир Сејдију (алб. Fatmir Sejdiu; Горња Пакаштица, 23. октобар 1951) албански је правник и политичар са Косова и Метохије. Између 2006. и 2008. обављао је функцију другог председника Косова у оквиру привремених институција самоуправе, а од 2008. до 2010. био први председник Републике Косово. Један је од потписника Декларације о независности Косова и бивши председник Демократског савеза Косова.

## Биографија
Рођен је у Горњој Пакаштици, код Подујева. Основну и средњу школу је завршио у Подујеву, а затим је студирао право на Универзитету у Приштини. Докторирао је право. Народни посланици Скупштине Косова су га изабрали за председника Косова 10. фебруара 2006, након смрти дотадашњег председника Ибрахима Ругове.
Фатмир Сејдију је био један од аутора Уставног оквира за привремену самоуправу 2001. Течно говори албански, енглески, француски, српски и македонски језик.
Живи у Приштини. Ожењен је и има троје деце.